# Средняя скорость
Сре́дняя ско́рость {\displaystyle \langle V\rangle } — группа величин, вычисляемых как
{\displaystyle \langle V\rangle ={\frac {1}{t_{2}-t_{1}}}\,\int _{t_{1}}^{t_{2}}V(t)\,dt},
где {\displaystyle t_{1}\ldots t_{2}} — промежуток времени для усреднения скорости {\displaystyle V}, в качестве которой могут выступать физическая векторная величина скорости тела {\displaystyle {\vec {v}}}, проекция скорости на какую-либо ось (скажем, {\displaystyle v_{x}}), скорость движения (модуль скорости) {\displaystyle |{\vec {v}}|} или путевая скорость {\displaystyle ds/dt} ({\displaystyle s} — координата вдоль траектории).
Результат вычисления зависит от того, какая именно скорость усредняется. Так, если усредняется {\displaystyle {\vec {v}}}, то
{\displaystyle \langle {\vec {v}}\rangle ={\frac {{\vec {r}}_{2}-{\vec {r}}_{1}}{t_{2}-t_{1}}}},
где {\displaystyle {\vec {r}}_{2}} и {\displaystyle {\vec {r}}_{1}} — радиус-векторы движущейся точки в конечный и начальный моменты времени, а если усредняется модуль скорости {\displaystyle |{\vec {v}}|}, то
{\displaystyle \langle |{\vec {v}}|\rangle ={\frac {l}{t_{2}-t_{1}}}},
где {\displaystyle l} — расстояние, пройденное за рассматриваемый промежуток времени. В первом случае средняя скорость будет вектором, во втором — скаляром. Есть и численное различие: например, когда тело совершает полный оборот по окружности радиуса {\displaystyle R}, то {\displaystyle \langle {\vec {v}}\rangle =0}, а {\displaystyle \langle |{\vec {v}}|\rangle =2\pi R/(t_{2}-t_{1}).}
При отсутствии дополнительных уточнений, в повседневных ситуациях (езда на автомобиле и т. п.) под средней скоростью обычно понимают среднюю скорость движения {\displaystyle \langle |{\vec {v}}|\rangle }.
Если в течение времени {\displaystyle T_{1}} тело двигалось равномерно и прошло расстояние {\displaystyle L_{1}}, затем в течение времени {\displaystyle T_{2}} — расстояние {\displaystyle L_{2}} и так далее, то на каждом из таких участков модуль скорости составлял {\displaystyle v_{i}=L_{i}/T_{i}}, а для всего времени движения будет  
{\displaystyle \langle v\rangle ={\frac {\sum L_{i}}{\sum T_{i}}}}.
При одинаковости длительностей {\displaystyle T_{1}=T_{2}=\ldots } средняя скорость движения равна среднему арифметическому от скоростей тела {\displaystyle v_{i}}. Если же если тело двигалось с разными скоростями неодинаковые промежутки времени, среднюю скорость можно вычислить как взвешенное среднее арифметическое этих скоростей с весами, равными соответствующим относительным промежуткам времени {\displaystyle T_{i}/\sum T_{i}}.
При одинаковости расстояний {\displaystyle L_{1}=L_{2}=\ldots }, а не длительностей, ситуация меняется. Скажем, если половину пути автомобиль двигался со скоростью 180 км/ч, а вторую половину со скоростью 20 км/ч, то средняя скорость будет 36 км/ч (а не 100 км/ч). В примерах, подобных этому, средняя скорость равна среднему гармоническому всех скоростей на отдельных, равных между собой, участках. Если участки не равны между собой, то средняя скорость будет равна взвешенному среднему гармоническому всех скоростей с весами — относительными длинами соответствующих этим скоростям участков.